# Въстание на Хория, Клошка и Кришан
Въстанието на Хория, Клошка и Кришан (на румънски: Răscoala lui Horea, Cloșca și Crișan) наричано още Трансилванско селско въстание от 1784 година е голямо въоръжено надигане на крепостните селяни от Трансилвания под ръководството на Хория (действително име Василе Урсу Никола), Клошка (действително име Йон Орга) и Кришана (действително име Марко Джурджу) срещу властта на Хабсбургската монархия и управление от Виена.

## Повод за въстанието
На 31 януари 1784 г. император Йозеф II излиза с акт за провеждане на преброяване на селяните, който поражда слух за набирането на граничари по военната граница, която е единствената военна повинност за крепостните. Селяните започват да прииждат в Алба Юлия, за да се запишат на военна служба, надявайки се по този начин да се освободят от крепостничеството. 

## Причини за въстанието
Православното селско население в Трансилвания (считано за коренно) се ползва със статут на „търпима нация“ още от времето на така наречения съюз на трите нации. Този статут е дискриминационен за креспостните и унизителен.

## Начало на въстанието
На 31 октомври 1784 г. Кришан събира отряд от 600 души в село Местокан (окръг Хунедоара) и начело им се отравя към Алба Юлия. Научавайки това, военната администрация на областта прави опит да залови Кришан, но местните въоръжени сили не успяват да надвият метежниците. В отговор на военната интервенция, селяните започват да ограбват имотите на чокоите и богатите католически църкви и до началото на ноември Хунедоара е в плен на въстаниците. Към метежниците се присъединяват и селяни от съседните области и най-вече от Арад, както и миньори от Хунедоара, Бая Маре, Марамуреш и от Апустените. 
Православни свещеници благославят надигането и отслужват молебени.

## Ход на въстанието
Хабсбургската власт осъзнавайки, че незабавното въоръжено противопоставяне на въстанниците е пагубно и контрапродуктивно, се съгласява на временно примирие в опит да печели време чрез преговори. На 12 ноември Клошка и полковник Шулц сключват примирие за 8 дни, а на 16 ноември и Кришан. На 21 ноември Кришан представа исканията на метежниците през австрийската власт, а те са:
1. разделяне земите на чокоите между селяните и
2. равно данъчно облагане.

## Поражение на въстаниците
Властите пренебрегват исканията на Кришан в началото на декември, когато се чувстват вече достатъчно подготвени за решителна битка. 
На 7 декември в битка при Михайлени селската армия на Кришан е разбита, а войниците му се разбягват. На 27 декември Хория и Клошка са заловени, а на 30 януари 1785 г. и Кришан, но последният се беси не желаейки да бъде изправен пред имперския съд. На 28 февруари Хория и Клошка са екзекутирани публично за назидание посредством разпъване на колело в Алба Юлия.

## Последици
Бруталното подавяне на селското въстание има дългосрочни и необратими последици в народната памет.